# Samuel C. Crafts

Samuel C. Crafts

Samuel Chandler Crafts (* 6. Oktober 1768 in Woodstock, Windham County, Colony of Connecticut; † 19. November 1853 in Craftsbury, Vermont) war ein US-amerikanischer Politiker und von 1828 bis 1831 Gouverneur von Vermont. Außerdem vertrat er diesen Bundesstaat in beiden Kammern des Kongresses.

## Frühe Jahre und politischer Aufstieg
Samuel Crafts besuchte bis 1790 die Harvard University. Im Jahr 1791 zog er mit seinem Vater nach Vermont, wo dieser die Stadt Craftsbury gründete. In dieser Stadt war Samuel Crafts neben seinen anderen Tätigkeiten von 1799 bis 1829 als Stadtschreiber (Town Clerk) tätig.
Im Jahr 1793 war Samuel Crafts Delegierter auf einer Versammlung zur Überarbeitung der Staatsverfassung von Vermont. Zwischen 1796 und 1805 war er mit Unterbrechungen Abgeordneter im Repräsentantenhaus von Vermont. Damals war Crafts auch Mitglied der Demokratisch-Republikanischen Partei. Nach deren Auflösung in den 1820er Jahren trat er erst der National Republican Party und dann der Whig Party bei. Von 1796 bis 1815 war er auch noch Testamentsvollstrecker (Register of Probate). In den Jahren 1800 bis 1810 sowie zwischen 1825 und 1828 war er beisitzender Richter am Bezirksgericht im Orleans County. Zwischen dem 4. März 1817 und dem 3. März 1825 absolvierte er drei Legislaturperioden als Abgeordneter im US-Repräsentantenhaus.

## Gouverneur von Vermont und US-Senator
Im Jahr 1828 wurde Crafts zum neuen Gouverneur seines Staates gewählt. Dieses Amt bekleidete er zwischen dem 10. Oktober 1828 und dem 18. Oktober 1831. Als Gouverneur setzte er sich erfolglos für eine Abschaffung der Gefängnisstrafe für Schuldner ein. In der damals in Vermont heftig diskutierten Frage um die Freimaurerei sprach sich Crafts gegen diese Bewegung aus. Im Jahr 1829 war Crafts auch Präsident einer Kommission zur Überarbeitung der Staatsverfassung. Nach seiner Gouverneurszeit war er zwischen 1836 und 1839 in der Verwaltung des Orleans County angestellt. Nach dem Rücktritt von US-Senator Samuel Prentiss wurde Crafts zu dessen Nachfolger als Class-3-Senator bestimmt. Im US-Senat beendete er zwischen dem 23. April 1842 und dem 3. März 1843 die Amtszeit seines Vorgängers. Danach ging sein Sitz an William Upham.

## Weiterer Lebenslauf
Nach dem Ende seiner Gouverneurszeit zog sich Crafts aus der Politik zurück. Er verbrachte seinen Lebensabend auf seiner Farm in Craftsbury. Dort ist er im November 1853 auch verstorben. Mit seiner Frau Eunice Todd Beardsley hatte Samuel Crafts zwei Kinder. Erwähnenswert ist noch eine wissenschaftliche Expedition, die Crafts im Jahr 1802 entlang des Mississippi unternahm, wo er die Botanik der Gegend studierte.